# Священное Предание

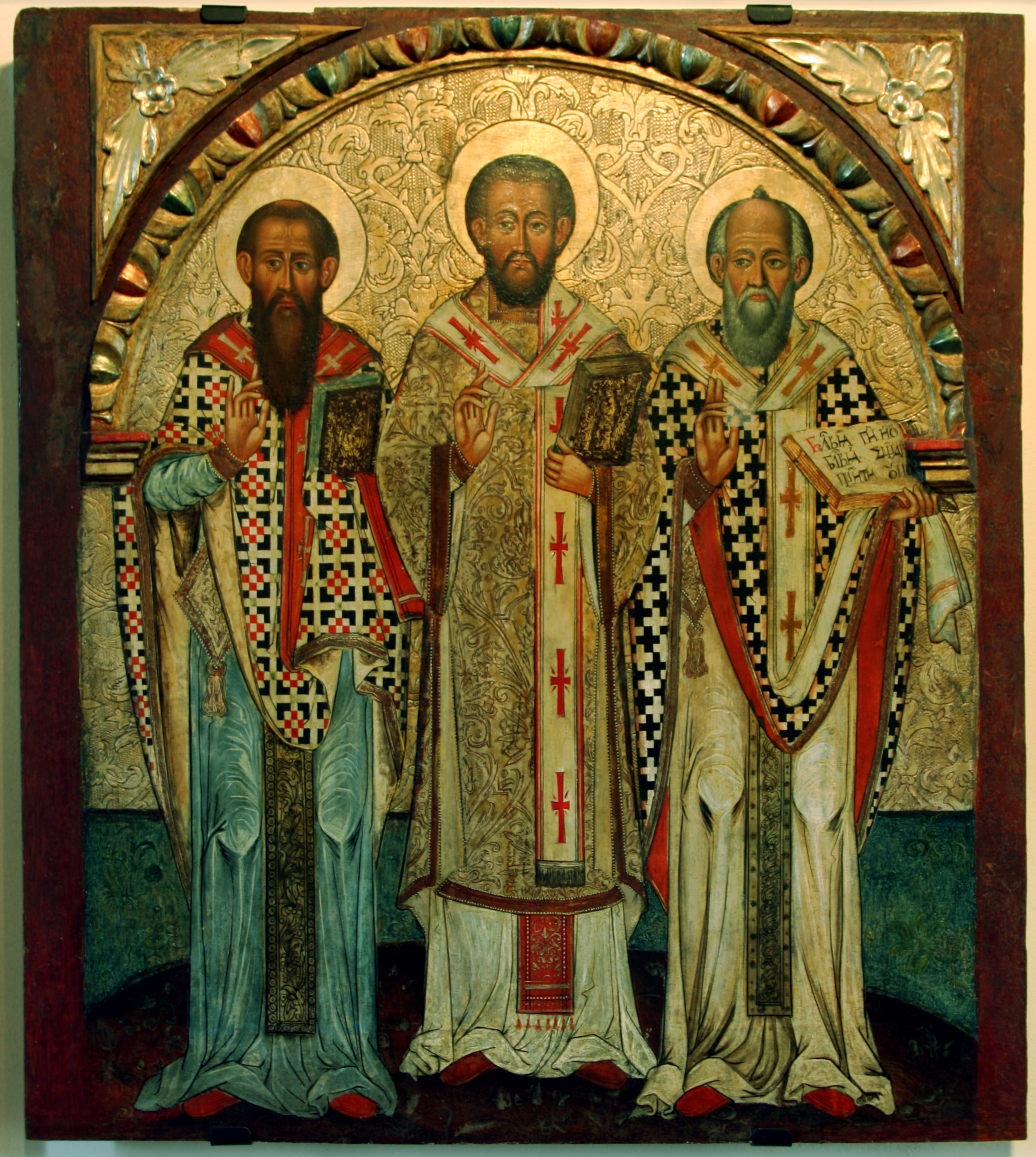
Отцы Церкви, чьи труды стали частью Священного Предания — Василий Великий, Григорий Богослов и Иоанн Златоуст

Священное Предание, Святое Предание, Предание (др.-греч. Ιερά Παράδοση, лат. Sacra Traditio) — устная, письменная и обрядовая традиция в исторических церквях и англиканском сообществе церквей. Один из источников вероучения и церковного права наряду со Священным Писанием.

## Понятие
Религии, тесно связанные с письменными текстами (иудаизм, христианство, ислам), включают священное предание, которое представляет собой способ передачи религиозного учения в устной форме через проповедь, обряд и др., существующий параллельно со Священным писанием. Как Священное писание, так и Священное предание рассматриваются как отражающие Божественное откровение. Священное предание может рассматриваться как первичное по времени, но в ряде случаев вторичное по значению.
В христианской теологии существует тезис о полноте откровения в Священном писании. На этом основана протестантская доктрина о «достаточности Писания». В православной традиции, в целом в полной мере признающей Священное писание, известны случаи признания приоритета Священное предания (например, А. С. Хомяковым). Священное предание может считаться сокровенным знанием церкви, которое не сообщается непосвящённым, но в случае необходимости, например, для низвержения ереси, может быть открыто в проповедях, постановлениях церковного собора и др. Священное предание может восприниматься как знание, не бытующее словесно, позволяющее отличить истинное от ложного и постигать откровение. В данном смысле Предание отличается от преданий (во множественном числе) как передаче конкретных частей учения.
Согласно православному катехизису митрополита Филарета (Дроздова), «под наименованием „Священное Предание“ понимается то, что истинно верующие и чтущие Бога словом и примером передают один другому, и предки потомкам, учение веры, закон Божий, таинства и священные обряды».
Термин «предание» встречается уже в посланиях апостолов:

…братия, стойте и держите предания, которым вы научены или словом или посланием нашим.
— 2Фес. 2:15

Хвалю вас, братия, что вы все мое помните и держите предания так, как я передал вам.
— 1Кор. 11:2

О, Тимофей! храни преданное тебе
(О, Тимофее! Предание сохрани — церк.-слав.)
— 1Тим. 6:20
Святитель Василий Великий, обосновывая необходимость Священного Предания, пишет:

Из всех хранимых Церковью догматов и традиций, одни получены из письменного источника, а другие приняты от переданного тайно Апостольского предания. Для благочестия же те и другие имеют одинаковую силу, и этому не будет противоречить никто, мало-мальски разбирающийся в церковных правилах. Поскольку если мы осмелимся отвергнуть неписаные обычаи, как якобы не имеющие большого значения, то обязательно повредим Евангелию в самом главном, — более того, оставим от апостольской проповеди одну внешнюю оболочку.

Священное Предание имеет три уровня:
- передача богооткровенного учения и тех исторических памятников, в которых это учение заключено;
- передача опыта духовной жизни, который сообщается личным примером, в соответствии с богооткровенным учением;
- передача благодатного освящения, осуществляемая, прежде всего, посредством церковных таинств (епископское преемство от апостолов).

## Состав

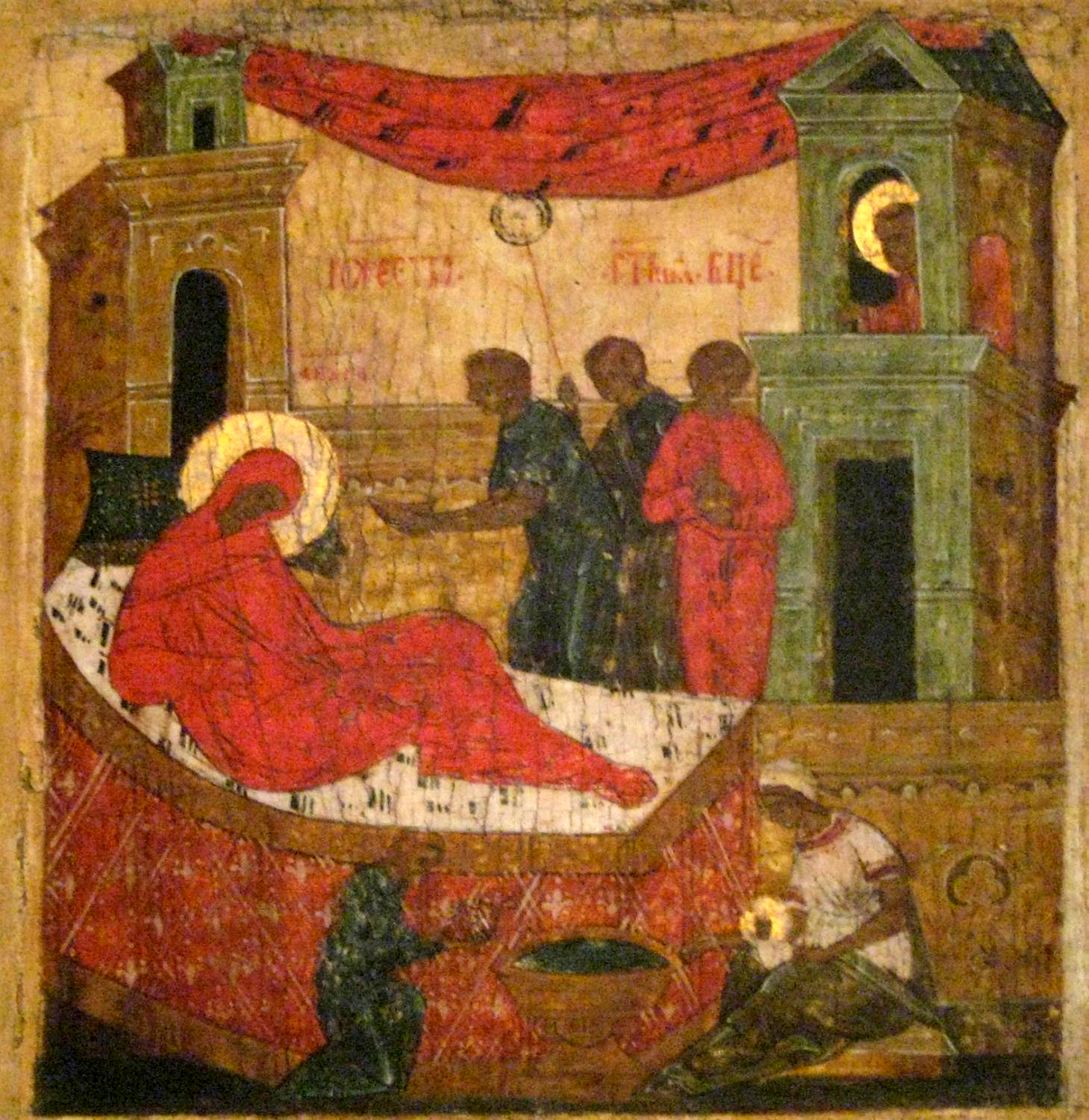
Рождество Пресвятой Богородицы — сюжет, который не упоминается в Священном Писании и сообщается в апокрифе «Протоевангелие Иакова»

В православии в состав Священного Предания, помимо Священного Писания (Библии), входят:
- Вероучение: догматические вероопределения, изложенные в Символе веры и в решениях Вселенских соборов, древние символы, исповедания веры и символические книги;
- Каноны: Правила святых апостолов, Вселенских и иных признанных соборов;
- Литургическое предание: вероучительное содержание чинопоследований регулярных церковных богослужений, таинств и священнодействий, молитв и песнопений;
- Творения святых отцов и учителей Церкви;
- Мученические акты и жития святых;
- церковное искусство: иконография, церковная архитектура и т. д.;
- древние церковные истории:  Евсевия Кесарийского, Сократа Схоластика, Евагрия Схоластика, блаженного Феодорита Киррского, Руфина Аквилейского, Кассиодора и др[6].

В католицизме в Священное Предание не входит Священное Писание, но признаётся необходимым, в протестантизме какие-либо дополнительные книги и правила, кроме Священного Писания не являются необходимыми и богодухновенными, так как признаётся только Священное Писание.

## Отношение Предания к апокрифам
По мнению В. H. Лосского, источником Священного Предания могут быть и некоторые древние христианские апокрифы, не противоречащие Священному Писанию: «Церковь умеет извлечь из них то, что может полнить и иллюстрировать события, о которых умалчивает Писание, но которые Предание считает достоверными» (ср. Ин. 21:25).
Большая часть апокрифов отвергается церковным вероучением как противоречащие Священному писанию. Тем не менее, существуют немногочисленные апокрифы, которые прямо не противоречат Священному писанию, при этом не входя в его состав по другим причинам (например, они написаны явно позже годов жизни лица, от имени которого они написаны). Такие апокрифы обильно цитировались средневековыми авторами и повлияли на христианское вероучение, несмотря на свой статус. В качестве источников Священного предания чаще других использовались Евангелие от Никодима и Протоевангелие Иакова.

## Отношение к Преданию в различных конфессиях
Так называемая латинская схема отношения к Священному Преданию окончательно сформировалась в XVI—XVII веках. Она считает, что часть учения, полученного от апостолов, была зафиксирована в книгах Священного Писания, а другая, не войдя в Писание, передавалась через устную проповедь и была записана в послеапостольскую эпоху. Эта вторая часть учения составляет Священное Предание. Эта концепция была воспринята в русской богословской науке от католиков в XIX – начале XX веков и сводилась к тому, что Священное Писание не входит в Священное Предание, которые представляют собой два различных способа сохранения и распространения Божественного Откровения, взаимодополняющих друг друга. Эта точка зрения была, в частности, выражена митрополитами Макарием Булгаковым и Филаретом Дроздовым и другими русскими богословами.
В католицизме Священное Предание и Священное Писание тесно связаны между собой, так как оба берут свои начала в одном и том же Божественном источнике; Писание и Предание принимаются и почитаются с одинаковым чувством благоговения и уважения.
Только с середины XX века в православном богословии Священное Писание стало формой или частью Священного Предания, а не самостоятельным и независимым источником веры.
Для святоотеческой восточно-православной традиции характерно понимание Предания как опыта жизни во Святом Духе: «Предание есть жизнь Святого Духа в Церкви».
В исходной православной традиции Предание понимается не как передача знаний (гносеологически), но литургически — как опытное соучастие жизни Святого Духа в Церкви. В таком понимании «у Предания два смысла, это: а) совокупность образов, через которые Христос проходит в жизнь людей, и: б) восприятие этих образов от поколения к поколению». В этом контексте Предание — источник Писания, а Священное Писание оказывается одним из выражений Предания. Или, по определению митрополита Филарета (Дроздова): Богодухновенное Писание — есть «продолжение и неизменный, особенным устроением Духа Божия упроченный вид Предания». Священное Писание для православных христиан является наиважнейшей формой Священного Предания. В отличие от протестантства, православие отвергает те толкования Священного Писания, которые не основаны на опыте Церкви и противоречат ему. В православии утверждается, что вне Церкви, вне Предания правильное понимание Писания невозможно. Творения святых Отцов служат руководством для правильного понимания Священного Писания (Библии). При этом, хотя творения святых Отцов являются несомненно авторитетными, в православии они не рассматриваются как сочинения богодухновенные, в отличие от канонических книг Библии и догматов, утвержденных на Вселенских соборах.
Если в католицизме Священное Предание определяется в узком смысле как учение (лат. sensu strictissimo), передаваемого от одного поколения другому посредством живого устного слова, то в православии Священное Предание понимается в широком смысле как полнота знания об Истине, выраженной как в Священном Писании, так и церковном учении (Правиле веры), которое соответствует Священному Писанию и излагает его суть.
Такое понимание Предания встречает трудности, в частности, в том, что можно составить список апостольских преданий, которые не исполняются: крещение только в проточной воде, молитва только на восток. Таким образом, апостольское происхождение предания не означает его неизменности.
Различные направления протестантизма, в отличие от исторических церквей, отрицают вероучительный авторитет Священного Предания как главного источника веры и признают допустимость самостоятельной интерпретации Священного Писания христианином. Протестантский принцип гласит: «sola Scriptura» («только Писание»). При этом ортодоксальный протестантизм, при отрицании исключительной важности Предания, в ключевых вопросах понимания Бога следует общехристианской традиции, признавая де-факто соборные постановления и «согласие Отцов» (consensus patrum) по догматическим вопросам, по крайней мере, периода до Второго Никейского (Седьмого Вселенского) собора. В протестантизме, за исключением крайних изоляционистских групп, существует устойчивая тенденция «внимать свидетельству Отцов и почитать его», признавая за Преданием необязательный (относительный) авторитет.